# Hirethotlakere, Tumkur
Hirethotlakere là một làng thuộc tehsil Tumkur, huyện Tumkur, bang Karnataka, Ấn Độ.